# Lista över pansarfordon
Detta är en lista över bepansrade stridsfordon som används i världen. Se pansarfordon för att se huvudkategorierna. Siffrorna inom parentes anger antalet producerade bepansrade stridsfordon.

## Första världskriget

### Frankrike
- Schneider CA1 (~400)
- St. Chamond (~400)
- Renault FT-17 (3694+)
- FCM 2C (10)

### Tyskland
- Sturmpanzerwagen A7V (20)

### Storbritannien

#### Stridsvagnar
- Mark I (150)
- Mark II (50)
- Mark III (stridsvagn) (50)
- Mark IV (1220)
- Mark V (1242)
- Whippet Mk A (200)
- Medium Mark B (102)
- Medium Mark C (50)

#### Pansarbilar
- Rolls-Royce Armoured Car
- Austin Armoured Car

#### Pansarbandvagnar
- Mark IX (34)

### Ryssland
- Tsar (stridsvagn) (1)

## Mellankrigsåren

### Frankrike
- Char Mitrailleuse Renault FT-31
- Hotchkiss H-35
- Hotchkiss H-39
- Renault R-35

### Italien
- Fiat 3000 (baserade sig på Renault FT-17)

### Storbritannien

#### Stridsvagnar
- Vickers 6-Ton (153)
- Carden-Loyd tankett
- Light tank Mk 1, 2, 3 etc

### USA

#### Stridsvagnar
- 6-ton Tank M1917 (amerikanskproducerad Renault_FT-17, 952)

### Sverige

#### Stridsvagnar
- Stridsvagn m/21-29

## Andra världskriget

### Frankrike

#### Lätta stridsvagnar och kavalleristridsvagnar
- FT-17
- AMR 33
- AMR 35
- FCM 36
- H-35/H-38/H-39
- AMC 34
- AMC 35
- S-35

#### Stridsvagnar
- Char B1
- R 35 / R 40

#### Tunga stridsvagnar
- FCM 2C

### Italien

#### Pansarbilar
- Autoblinda 40
- Autoblinda 41

#### Lätta stridsvagnar
- Carro CV 33
- Carro CV 35
- Carro M.11/39
- Carro M 13/40
- Carro L.6/40
- Carro M.15/42

#### Medeltunga stridsvagnar
- Carro P.40

#### Pansarvärnskanonvagnar
- Semovente L.40 da 47/32
- Semovente da 75/34
- Semovente da 90/53

#### Infanterikanonvagnar och bandkanonvagnar
- Semovente da 75/18
- Semovente da 105/25
- Semovente da 149/40

### Japan

#### Tanketter
- Type 92 Jyu-Sokosha
- Type 94 Te-Ke
- Type 97 Te-Ke

#### Lätta stridsvagnar
- Type 95 Ha-Go
- Type 98 Ke-Ni/Type 2 Ke-To

#### Amfibiestridsvagnar
- Type 2 Ka-Mi
- Type 3 Ka-Chi

#### Medeltunga stridsvagnar
- Type 89 Chi-Ro
- Type 97 Chi-Ha
- Type 1 Chi-He
- Type 2 Ho-I
- Type 3 Chi-Nu

#### Pansarbandvagnar
- Type 1 Ho-Ha
- Type 1 Ho-Ki
- Type 98 So-Da
- Type 4 Ka-Tsu

#### Bandkanonvagnar och luftvärnskanonvagnar
- Type 98 20 mm
- Type 98 20 mm LV
- Type 1 Ho-Ni
- Type 4 Ho-Ro

### Sovjetunionen

#### Lätta stridsvagnar
- T-26
- T-50
- T-60
- T-70

#### Kavalleristridsvagnar
- BT-5
- BT-7
- BT-8

#### Amfibiestridsvagnar
- T-37
- T-38
- T-40

#### Tanketter
- T-27

#### Medeltunga stridsvagnar
- T-28
- T-34
- T-44

#### Tunga stridsvagnar
- T-35
- KV-1
- KV-2
- JS-2
- JS-3

#### Pansarvärnskanonvagnar
- ZiS-30
- SU-5
- SU-76
- SU-85
- SU-100
- SU-122
- SU-152
- ISU-122
- ISU-152

#### Luftvärnskanonvagnar
- T-60Z
- T-70Z
- T-90 (luftvärn)

#### Bepansrade traktorer
- T-26T
- Komsomolets

#### Improviserade pansarskyttefordon
- KhTZ-16
- IZ
- NI

#### Experimentella
- SU-14
- A-40
- SU-100Y
- PPG

#### Pansarbilar
- D-8
- FAI
- BA-10
- BA-11
- BA-20
- BA-21
- BA-3
- BA-6
- BA-64
- BA-I
- LB-62
- LB-23

#### Amfibiefordon
- PB-4
- PB-7
- BAD-2

#### Halvbandsfordon
- BA-30

#### Hydrokoptrar
- ANT-IV
- NKL-16
- NKL-26
- RF-8
- ASD-400

### Storbritannien

#### Lätta stridsvagnar
Vickers 6-Ton
- Mk II
- Mk III
- Mk IV
- Mk V
- Mk VI
- Mk VII Tetrarch

#### Kryssningsstridsvagnar
- Mk I
- Mk II
- Mk III
- Mk IV
- Mk V Covenanter
- Mk VI Crusader
- Mk VII Cavalier

Mk VIII Centaur
- Mk VIII Cromwell
- Challenger
- Comet
- Sherman Firefly
- Ram (Kanada)
- AC Sentinel (Australien)

#### Infanteristridsvagnar
- Mk I Matilda
- Mk II Matilda
- Mk III Valentine
- Mk IV Churchill

#### Bandkanonvagnar
- Bishop
- Sexton
- Deacon

#### Pansarvärnskanonvagnar
- Archer

#### Pansarbandvagn
Universal Carrier
- Loyd Carrier
- Kangaroo

#### Spaningsbilar och pansarbilar
- BSA Scout
- Daimler Dingo
- Humber LRC
- Morris LRC
- Humber Armoured Car
- Rolls-Royce Armoured Car
- AEC Armoured Car
- Daimler Armoured Car
- Marmon-Herrington (Sydafrika)
- ACV-IP (Indien)

#### Experimentella fordon
- Avenger
- Black Prince
- Centurion
- Excelsior
- TOG 1
- TOG 2
- Tortoise
- Valiant
- Harry Hopkins
- Alecto

### Tyskland

#### Stridsvagnar
- Panzer I
- Panzer II
- Panzer III
- Panzer IV
- Panther
- Tiger I
- Tiger II
- Panzer 35(t)
- Panzer 38(t)

#### Bandkanonvagnar & raketartilleri
- Wespe
- Hummel
- Grille
- Panzerwerfer
- Panzerfeldhaubitze 18M
- SIG 33
- Wurfrahmen 40

#### Infanterikanonvagnar
- StuG III
- StuH 42
- Sturmpanzer IV
- Sturmtiger

#### Pansarvärnskanonvagnar
- Panzerjäger I
- Marder I
- Marder II
- Marder III
- Hetzer
- Jagdpanzer IV
- Jagdpanther
- Nashorn
- Jagdtiger
- Ferdinand/Elefant
- StuG IV

#### Halvbandvagnar Pansarbilar
- SdKfz 4
- 250
- 251
- 252
- 253 Sdkfz 221/22/23
- Sdkfz 231/32/34/63

#### Luftvärnskanonvagnar
- Möbelwagen
- Wirbelwind
- Ostwind
- Kugelblitz
- Gepard

#### Prototyper
- Maus
- P-1000 Ratte
- E- serien
- Panther II
- Waffenträger
- Neubaufahrzeug

#### Föreslagna modeller
- P-1500 'Monster'
- Panzer VII 'Löwe'
- Panzer IX

### USA

#### Lätta stridsvagnar
- M2 Light Tank
- M3/M5 Stuart
- M22 Locust
- M24 Chaffee

#### Medeltunga och tunga stridsvagnar
- M3 Lee
- M4 Sherman
- M26 Pershing

#### Bandkanonvagnar
- M7 Priest
- M8 Scott
- M12 Gun Motor Carriage
- M40 GMC
- M3 Gun Motor Carriage
- M16 Multiple Gun Motor Carriage

#### Pansarvärnskanonvagnar
- M10 Wolverine
- M18 Hellcat
- M36 Jackson

#### Halvbandvagnar
- M2 Half Track Car
- M3 Half-track
- M4 Mortar Carrier
- M5 Half Track

#### Amfibiefordon
- Landing Vehicle Tracked
- DUKW

#### Pansarbilar
- M8 Greyhound
- M3 Scout Car
- M20 Armored Utility Car
- T17 Deerhound / Staghound
- T18 Boarhound

#### Experimentella fordon
- M38 Wolfhound
- M6 Heavy Tank
- T-28 Tank/T-95 GMC
- T14 Heavy Tank

## Efterkrigstiden

### Argentina
- TAM
- VCTP

### Österrike
Steyr 4K 7FA-K Spz - MICV

### Brasilien
- EE-T1 Osório
- X1A2
- MB-3 Tamoyo (modifierad M41 Walker Bulldog)
- EE-3 Jararaca
- EE-9 Cascavel
- EE-11 Urutu
- EE-17 Sucuri

### Kanada
- Leopard C1
- AVGP - Cougar, Grizzly och Husky AVGP:s
- Coyote spaningsfordon

### Kina

#### Stridsvagnar
- Type-59
- Type-62
- Type 69/79
- Type-88
- Type-90 (stridsvagn)
- Type-96
- Type-99

#### Pansarbandvagnar
- Type-63
- Type 77
- Type 85
- Type 86
- Type 90 (APC)

### Europeiska Unionen
- MRAV

### Finland

#### Bepansrat luftvärn
- Marksman

#### Pansarbilar
- XA-180
- XA-185
- XA-203
- XA-360

#### Bandfordon
- Sisu NA 110

### Frankrike

#### Stridsvagnar
- ARL 44
- AMX 13
- AMX 30
- Leclerc

#### Pansarbilar
- AMX-10RC
- Panhard EBR
- Panhard AML
- Panhard ERC
- VBL
- Vextra

#### Pansarbandvagnar
- AMX-10P
- VAB (fordon)
- VXB
- Panhard VTT
- Panhard M3
- Panhard VCR

### Tyskland

#### Stridsvagnar
- Leopard 1
- Leopard 2

#### Bandartilleri
- Kanone
- Rakete
- M109G
- PzH 2000

#### Pansarbandvagnar
- Fuchs 1
- Jaguar 1
- Jaguar 2
- Luchs
- Marder 1 A3
- Rasit
- Wiesel1_IFV
- KJPZ 4-5   - pansarvärnskanonvagn

### Indien
- Arjun
- Vijayanta

#### Bandartilleri
- HT-130 Catapult

### Irak

#### Stridsvagnar
- Lion of Babylon

### Israel

#### Stridsvagnar
- Tiran-6 (modifierad T-62)
- Merkava
- Magach (uppgraderad M60 Patton stridsvagn)
- Sabra (stridsvagn) (uppgraderad M60 Patton stridsvagn)

#### Pansarbandvagnar
- Achzarit (baserad på T-55:s chassi)
- Zelda (fordon) (uppgraderad M113)
- Nagmachon (baserad på Centurions chassi)

#### Bandartilleri
- Soltam L-33

#### Stridsingenjörsfordon
- Bepansrad Caterpillar D9 bulldozer.
- Puma Stridsingenjörsfordon (baserad på Centurions chassi)
- Nagmashot (baseras på Centurions chassi)
- Nagmachon (baseras på Centurions chassi)
- Nakpadon (baseras på Centurions chassi)
- Nammer bepansrat bärgningsfordon

### Italien

#### Stridsvagnar
- OF-40
- Ariete

#### Pansarbandvagnar
- Centauro B1
- Puma
- VCC-1 Camillino bepansrat stridsfordon
- VCC 80 Dardo
- Palmaria

### Japan
- Type 61
- Type 74
- Type 90

### Nordkorea

#### Stridsvagnar
- Ch'onma-ho

#### Pansarbandvagnar
- M-1973 VTT-323
- M-1992 APC
- Type 85

#### Bandartilleri
- M-1978 170 mm SP
- M-1974 152 mm SP
- M-1975 130 mm SP
- M-1992 130 mm SP
- M-1977 122 mm SP
- M-1981 122 mm SP
- M-1991 122 mm SP
- M-1992 120 mm SP

### Norge
- NM-116 (en komplett uppgradering av M24 Chaffee)

### Pakistan

#### Stridsvagnar
- Al-Khalid
- Al-Zarar

#### Pansarbandvagnar
- Mohafiz IFV
- Talha
- SAKB
- Al-Qaswa

### Polen
- PT-91 (moderniserad T-72)

### Singapore

#### Stridsvagnar
- Tempest (moderniserad Centurion)

#### Pansarbandvagnar
- AMX-10P PAC90 och övriga versioner
- M113 moderniserad med en 25 mm Bushmaster eller 40 mm AGL
- Bionix 28-ton ersättare för M113 med 25 mm eller 40 mm AGL
- Bronco (ATTC) ATTC (All-Tracked Terrain Carrier)
- BV-206 ATTC med varianter
- Terrex nyligen utvecklad AV-81, 6x6 AFV

#### Bandartilleri
- SSPH1 155 mm datoriserad och automatladdande bandkanon

### Slovenien
- LKOV Valuk

### Sydafrika

#### Stridsvagnar
- Olifant (uppgraderad Centurion)

#### Pansarbandvagnar
- Eland
- Rooikat AFV
- Ratel IFV
- Buffel
- Casspir
- RG-12
- Mamba APC
- RG-31 Nyala
- RG-32
- Okapi MPV

#### Bandartilleri
- G6 howitzer

### Sydkorea

#### Stridsvagnar
- K1 Type 88
- K1A1

### Sovjetunionen/Ryssland

#### Stridsvagnar
- PT-76
- T-10
- T-54
- T-55
- T-62
- T-64
- T-72
- T-80
- T-90
- T-14 Armata

#### Pansarbandvagnar
- BMD-1
- BMD-2
- BMD-3
- BMP-1
- BMP-2
- BMP-3
- BMP-4
- BMP-R
- BRM-1
- BRDM-1
- BRDM-2
- BTR-152
- BTR-40
- BTR-40P
- BTR-50
- BTR-60
- BTR-70
- BTR-80
- BTR-90
- BTR-D
- BTR-T
- MT-LB
- T-15 Armata

#### Bandartilleri
- 2P 406 mm
- 2S1 122 mm
- 2S3 152 mm
- 2S4 240 mm
- 2S5 152 mm
- 2S7 203 mm
- 2S9 120 mm
- 2S19 152 mm
- 2S23 120 mm
- 2S31 120 mm
- ASU-85 85 mm
- 2S35 Koalitsiya-SV

### Spanien
- BMR-600

### Sverige

#### Stridsvagnar
- Stridsvagn 74
- Stridsvagn 81
- Stridsvagn 101
- Stridsvagn 102 (uppgraderad strv 81)
- Stridsvagn 103
- Stridsvagn 104 (uppgraderad strv 102)
- Stridsvagn 105
- Stridsvagn 121 (Leopard 2A4)
- Stridsvagn 122 (Leopard 2S)

#### Pansarskyttefordon

##### Pansarbilar
- Skp m/42
- Vkp m/42

##### Pansarbandvagnar
- Pbv 301
- Pbv 302

##### Stridsfordon
- Stridsfordon 90

#### Kanon- och Robotvagnar
- Bandkanon 1C
- Ikv 91
- Pvrbbv 551
- Lvrbbv 701

### Schweiz
- Pz-61
- Pz-68
- Mowag Piranha

### Ukraina

#### Stridsvagnar
- T-72MP
- T-72AG
- T-72-120
- T-80UD
- T-84
- T-84-120 Oplot

#### Pansarbandvagnar
- BTR-90
- BTR-94

### Storbritannien

#### Stridsvagnar
- Centurion
- FV4101 Charioteer (200)
- Conqueror Heavy Tank (200)
- Chieftain
- Challenger 1
- Challenger 2
- Vickers (stridsvagn) (för exportmarknaden)

#### Pansarbandvagnar
- Sabre Bepansrat spaningsfordon(136)
- Scorpion Bepansrat spaningsfordon
- Striker   Bepansrad missilplattform för Swingfiremissiler
- Samaritan Bepansrad ambulans
- Sultan  Bepansrat ledningsfordon
- Samson  Bepansrat bärgningsfordon
- Scimitar   Bepansrat spaningsfordon
- Warrior
- Stormer som missilplattform för Starstreakmissiler
- Saladin bepansrad bil
- Ferret spaningsfordon
- Fox Armoured Reconnaissance Vehicle
- FV 432 AFV Armoured Personnel Carrier Variants

#### Bandluftvärn
- Tracked Rapier

#### Bandartilleri
- Abbot FV433 Self-propelled Artillery

#### Pansarbandvagnar
- Saracen Armoured Personnel Carrier
- FV 1611 Humber Armoured Personnel Carrier
- Spartan   Armoured Personnel Carrier
- Saxon Armoured Personnel Carrier
- FV 432 AFV Armoured Personnel Carrier

### USA

#### Stridsvagnar
- M47/M48/M60 Patton
- M103
- M1 Abrams

#### Pansarbandvagnar
- M24 Chaffee Light Tank
- M41 Walker Bulldog Light Tank
- M132 Bepansrat Eldkastarfordon
- M551 Sheridan Light/Airmobile Tank
- M901 Improved TOW Vehicle
- Stingray Light Tank
- CCV-L Light Tank
- M8 Buford Armored Gun System

#### Bandartilleri
- M56
- M50 Ontos Self-Propelled Rifle
- M109
- M109 Paladin 155mm SP Howitzer
- M110 8" Howitzer
- M84 Mortar Carrier

#### Bandluftvärn
- M42 Duster 40mm Self-propelled air defense gun
- M163 Vulcan Air Defense System
- M247 Sgt. York DIVAD
- M6 Bradley Linebacker SHORAD
- M730 Chaparral Self-propelled SAM launcher
- ADATS Air-Defense Anti-Tank System

#### Pansarbandvagnar
- LVTP7/AAVP7A1 amphibious armored carrier
- M2/M3 Bradley Fighting Vehicle Infantry and Cavalry Fighting Vehicles
- Stryker
- M59 Armored Personnel Carrier
- M75 Armored Personnel Carrier
- M113 Armored Personnel Carrier

#### Ingenjörssupportsfordon
- M56 Coyote Light Smoke Generator Vehicle

### Jugoslavien

#### Stridsvagnar
- M-84

#### Pansarbandvagnar
- BOV
- M-80 Infantry Combat Vehicle

### Kroatien

#### Stridsvagnar
- M-95 Degman